# تیادی‌آزول‌ها
در شیمی، تیادی‌آزول‌ها(به انگلیسی: Thiadiazoles) زیر خانواده‌ای از ترکیبات آزول هستند. از نظر ساختاری، ترکیبات هتروسیکلی پنج عضوی شامل یک اتم گوگرد و دو اتم نیتروژن هستند. این ترکیبات به دلیل دو پیوند دوگانه و جفت ناپیوندی بر روی اتم گوگرد آروماتیک محسوب می‌شوند. چهار ساختار ممکن بسته به موقعیت نسبی هترواتم‌ها وجود دارد. این ساختارها به یکدیگر تبدیل نمی‌شوند و بنابراین ایزومرهای ساختاری هستند و نه توتومر. خود این ترکیبات به ندرت سنتز می‌شوند و کاربرد خاصی ندارند، با این حال ترکیباتی که در آن این حلقه‌ها ساختار اصلی مولکول را تشکیل می‌دهند در داروسازی نسبتاً رایج هستند.

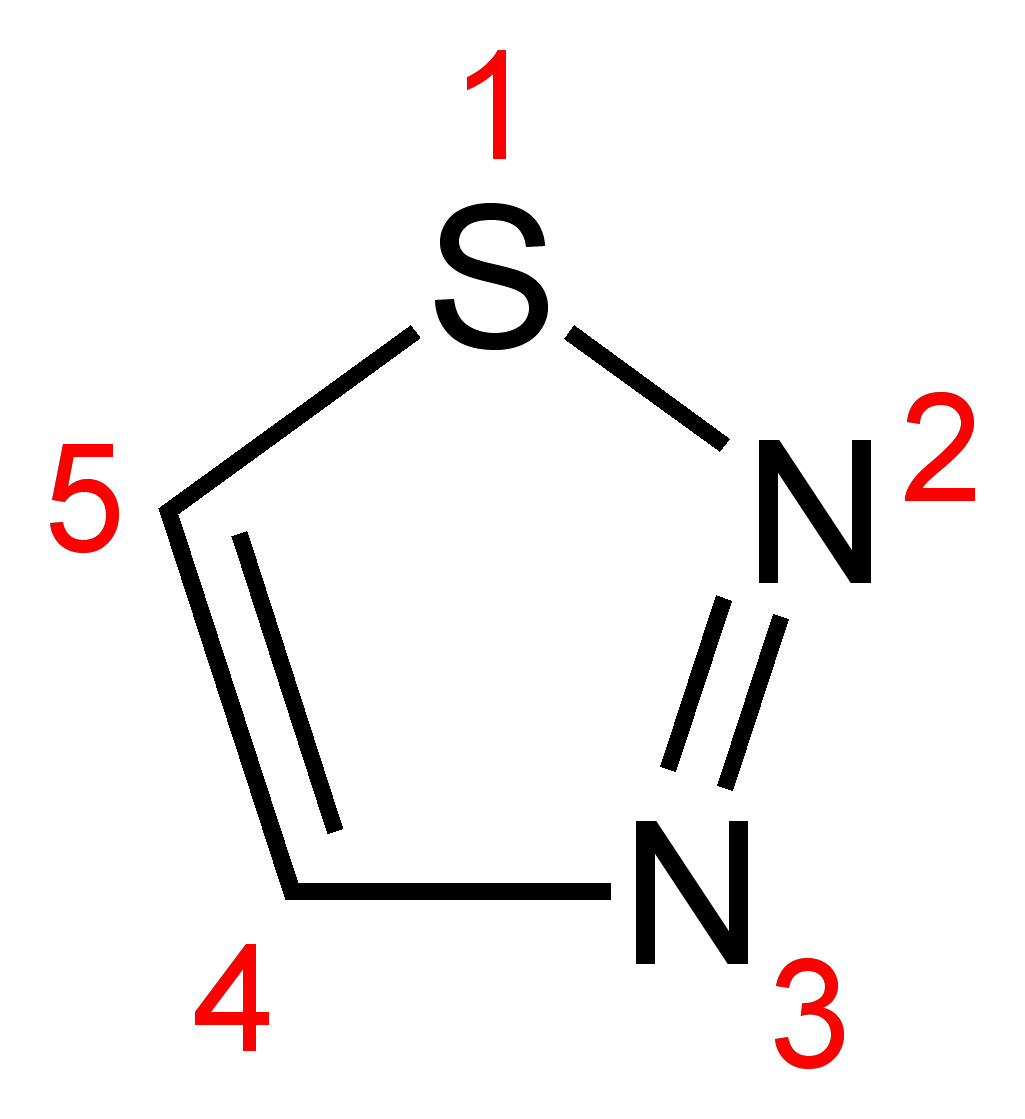
۳٬۲٬۱-تیادیازول
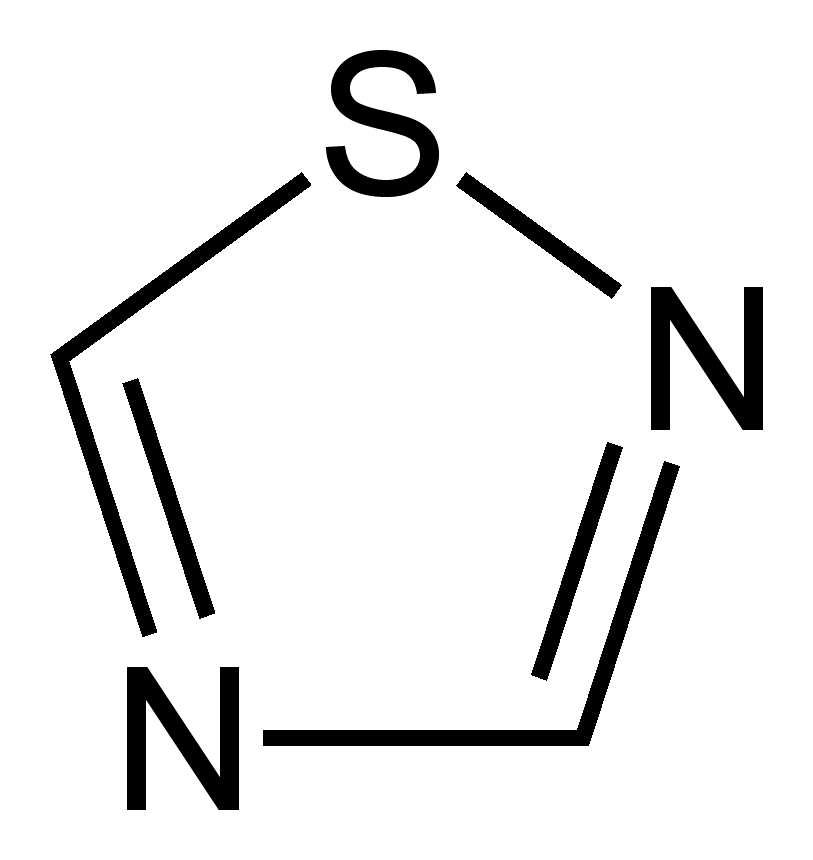
۴٬۲٬۱-تیادی‌آزول‌
۵٬۲٬۱-تیادی‌آزول‌
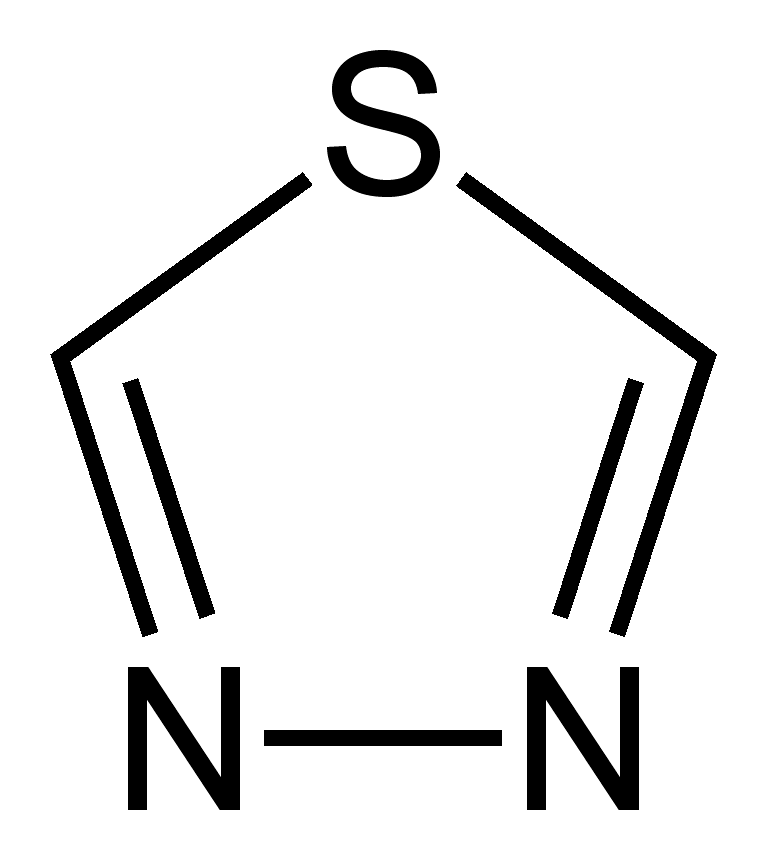
۴٬۳٬۱-تیادی‌آزول‌